# Gnophos wanensis
Gnophos wanensis là một loài bướm đêm trong họ Geometridae.